# 위즈덤하우스
위즈덤하우스(Wisdom House)는 대한민국의 주식회사이자 출판사이다.

## 출판물
지식, 문화와 정보 등 여러 가지 문학을 출판하며, 웹툰과 웹소설을 출판한다. 이것들을 영화와 방송, 애니메이션 등으로 연계하기도 한다.